# دانشگاه آزاد اسلامی واحد یاسوج
دانشگاه آزاد اسلامی واحد یاسوج، یکی از واحدهای جامع دانشگاه آزاد اسلامی در شهر یاسوج، واقع درکیلومتر 5 جاده اصفهان است که در سال ۱۳۶۳ بنیانگذاری شد. این دانشگاه دارای ۶۶۳۴ نفر دانشجو در ۱۱۳ رشته تحصیلی در مقاطع کاردانی، کارشناسی، کارشناسی ارشد و دکتری تخصصی می‌باشد. دانشگاه آزاد واحد یاسوج هم‌اکنون دارای ۱۰۷ عضو هیئت علمی و ۱۲۳ کارمند می‌باشد و تاکنون ۵۴٬۹۴۴ نفر فارغ‌التحصیل داشته‌است.
این دانشگاه بزرگ‌ترین واحد دانشگاهی استان کهگیلویه و بویراحمد است.

## دانشکده‌ها
- دانشکده علوم‌انسانی
- دانشکده فنی و مهندسی
- دانشکده پرستاری و مامایی
- دانشکده هنر و معماری
- دانشکده کشاورزی
- دانشکده علوم پایه[۲]